# Вудс (тауншип, Миннесота)
Вудс (англ. Woods) — тауншип в округе Чиппева, Миннесота, США. На 2000 год его население составило 242 человека.

## География
По данным Бюро переписи населения США площадь тауншипа составляет 93,7 км², из которых 93,7 км² занимает суша, а 0,1 км² — вода (0,06 %).

## Демография
По данным переписи населения 2000 года здесь находились 242 человека, 81 домохозяйство и 72 семьи.  Плотность населения —  2,6 чел./км².  На территории тауншипа расположено 88 построек со средней плотностью 0,9 построек на один квадратный километр. Расовый состав населения: 96,69 % белых, 2,48 % афроамериканцев, 0,41 % азиатов, 0,41 % — других рас США. Испанцы или латиноамериканцы любой расы составляли 0,41 % от популяции тауншипа.
Из 81 домохозяйств в 43,2 % воспитывались дети до 18 лет, в 80,2 % проживали супружеские пары, в 6,2 % проживали незамужние женщины и в 11,1 % домохозяйств проживали несемейные люди. 9,9 % домохозяйств состояли из одного человека, при том 3,7 % из — одиноких пожилых людей старше 65 лет. Средний размер домохозяйства — 2,99, а семьи — 3,19 человека.
31,8 % населения — младше 18 лет, 5,4 % — в возрасте от 18 до 24 лет, 29,3 % — от 25 до 44, 22,3 % — от 45 до 64, и 11,2 % — старше 65 лет. Средний возраст — 37 лет. На каждые 100 женщин приходилось 95,2 мужчин.  На каждые 100 женщин старше 18 приходилось 98,8 мужчин.
Средний годовой доход домохозяйства составлял 44 375 долларов, а средний годовой доход семьи —  46 250 долларов. Средний доход мужчин —  27 750  долларов, в то время как у женщин — 21 000. Доход на душу населения составил 39 374 доллара. За чертой бедности находились 5,7 % семей и 6,8 % всего населения тауншипа, из которых 6,8 % младше 18 и 14,3 % старше 65 лет.